# 西爾尼奇基
50°47′31″N 24°53′54″E / 50.79194°N 24.89833°E
西爾尼奇基（烏克蘭語：Сірнички），是烏克蘭的村落，位於該國西部沃倫州，由沃洛德米爾區負責管轄，始建於1788年，面積0.76平方公里，海拔高度229米，2001年人口103，人口密度每平方公里135.53人。